# Kronologisk lista över försvunna personer
Detta är en kronologisk lista över uppmärksammade personer som har försvunnit utan att återfinnas varken som levande eller döda. Om det bekräftats att de återfunnits, vänligen ta bort dem från listan. Personer som varken har källa eller egen artikel tas bort från listan.
| År   | Namn                   | Medborgarskap, beskrivning                           |
| ---- | ---------------------- | ---------------------------------------------------- |
| 1788 | Aimée du Buc de Rivéry | fransk arvtagerska                                   |
| 1895 | Petter Persson         | svensk riksdagsman                                   |
| 1908 | Sundance Kid           | amerikansk rånare                                    |
| 1908 | Butch Cassidy          | amerikansk tjuv                                      |
| 1913 | Ambrose Bierce         | amerikansk författare                                |
| 1937 | Amelia Earhart         | amerikansk pilot                                     |
| 1944 | Glenn Miller           | amerikansk musiker                                   |
| 1945 | Alois Brunner          | österrikisk SS-officer (cirka 1945)                  |
| 1947 | Raoul Wallenberg       | svensk diplomat (cirka 1947)                         |
| 1948 | Viola Widegren         | svenskt sjukvårdsbiträde                             |
| 1952 | Gösta Videgård         | svensk ingenjör i Panama                             |
| 1956 | Gunnel Gummeson        | svensk lärare                                        |
| 1967 | Harold Holt            | australisk premiärminister                           |
| 1970 | Sada Abe               | japansk mördare                                      |
| 1975 | Jimmy Hoffa            | amerikansk fackföreningsman                          |
| 1975 | Svante Grände          | svensk motståndsman i Argentina                      |
| 1977 | Dagmar Hagelin         | svensk-argentinsk flicka                             |
| 1980 | Johan Asplund          | svenskt barn                                         |
| 1994 | Carl-Eric Björkegren   | svensk affärsman                                     |
| 1995 | Richey Edwards         | brittisk musiker, gitarrist i Manic Street Preachers |
| 2007 | James "Jim" Gray       | amerikansk databasforskare                           |
| 2007 | Madeleine McCann       | brittiskt barn                                       |
| 2011 | Daniel Lind Lagerlöf   | svensk regissör                                      |
| 2018 | Daniel Küblböck        | tysk popsångare                                      |